# خيرية مضر
خيرية مضر أو جمعية مضر الخيرية هي منظمة خيرية مقرها القديح، بمحافظة القطيف، في المنطقة الشرقية للمملكة العربية السعودية. وهي مسجلة لدى وزارة الشؤون الاجتماعية برقم (9) منذ 1389. تأسست الجمعية في رمضان عام 1387هـ.

## أهداف الجمعية
1. رفع المستوي الاجتماعي والمعيشي والسكني الصحي والتعلمي والثقافي بالبلدة[2]
2. توفير الخدمات الاساسية لرعاية الأطفال وتنمية مهاراتهم وتطوير ذواتهم عن طريق البرامج التي تقدمها الروضة[2]
3. تقديم خدمات ايوائية للمعاقين وإلايتام ومن في حكمهم ممن يستحقون الرعاية الدائمة[2]
4. المساهمة في رفع المستوى الصحي وتوفير برامج العلاج المجاني للأسر المستفيدة[3]
5. المساهمة في رعاية فئة مكفوفي البصر وذلك عبر مركز رعاية المكفوفين بمحافظة القطيف[3]
6. تقديم المساعدات المدرسية والجامعية للمستفيدين واقامة الدورات التطويرية[3]

## المشاريع والخدمات

### برنامج اكفل تعليمي
في 1441هـ أطلقت جمعية مضر الخيرية برنامج ”اكفل تعليمي وساهم في بناء مستقبلي“ لتقديم المساعدات التعليمية لطلاب وطالبات الأسر المستفيدة؛ مع بداية الفصل الثاني للعام الدراسي 1441هـ. أوضحت اللجنة المشرفة على البرنامج، أن البرنامج يغطي احتياجات 475 طالبًا وطالبةً من جميع المراحل الدراسية والجامعية ورياض الأطفال. وبلغ مجموع ما أنفق على البرنامج خلال 2019 نحو نصف مليون ريال.

### برنامج صنعتي
شاركت خيرية مضر بمعرض “صنعتي 2019” وعرضت برامجها التنموية والاستثمارية، بالإضافة إلى تواجد الأسر المنتجة.

### مركز عين لضيافة الأطفال
مركز عين هو مركز لضيافة الأطفال تابع لجمعية مضر الخيرية. حصل في سبتمبر 2019م على ترخيص وزارة العمل والتنمية الاجتماعية وتم اعتماده برقم 495. يساهم البرنامج في تغطية جزء من تكلفة ضيافات الأطفال بحد أقصى 800 ريال شهرياً للطفل الواحد لمدة دعم تصل إلى 4 سنوات. يتناقص الدعم المالي تدريجياً، حيث يساهم بتغطية 800 ريال شهريا من تكلفة ضيافات الأطفال في السنة الأولى بحد أقصى للطفل الواحد. ويساهم بتغطية 600 ريال في السنة الثانية. وبتغطية 500 ريال في السنة الثالثة، وبتغطية 400 ريال في السنة الرابعة.
يقدم مركز عين التعليم الذاتي للأطفال عبر ثلاثة برامج هي برنامج براعم وبرنامج مناهل وبرنامج معارف من خلال التنقل بين قاعات تشمل علوم مختلفة منها الرسم والاشغال اليدوية، التقنية، الرياضة، التمثيل، التجارب واللعب. كما يساهم في تأسيس اللغة العربية وتقديم برامج عالمية في المهارات القرائية والاجتماعية. وتنمية مهارات الطفل القيادية ومهارات الاتصال الفعال.

### الخدمات الدورية
- في أكتوبر، 2019م: أقامت جمعية مضر حملة تطعيم ضد الإنفلونزا.[8]

## أعضاء مجلس الإدارة
- مهدي سلمان علي الجارودي: رئيس مجلس الإدارة (مقرر اللجنة النّسائيّة واللَّجنة الإعلاميَّة ومقرر شؤون المُوظّفين).[9]
- مؤيد عبد الهادي عبد الله الزين: نائب رئيس مجلس الإدارة (مقرر مركز المكفوفين ولجنة السلامة المجتمعيَّة).
- نزار علوي رضي الخضراوي: الأمين العام.
- محمد تقي أحمد الجنبي: المشرف المالي (مقرر الشؤون الماليَّة).
- أحمد سعيد ناصر الخاطر: عضو مجلس إدارة (مقرر المجمع الطبي).
- باسم علي حسن الستري: عضو مجلس إدارة (مقرر اللَّجنة الاجتماعية).
- شريف حسين الخضراوي: عضو مجلس إدارة (مقرر العلاقات).
- نادر سعيد الخاطر: عضو مجلس إدارة (مقرر قاعة الملك عبد الله)
- نبيل عبد الله جعفر آل سلام: عضو مجلس إدارة (مقرر تقنية المعلومات ومبنى الطرازيات ومقرر مركز عين لضيافة الأطفال)

## المستفيدون
1. مستفيدو برنامج كافل اليتيم.
2. مستفيدو برنامج شؤون الأسر المتعففة.
3. مستفيدو برنامج الزواج الميسر.
4. مستفيدو برنامج المساعدات التعليمية.
5. مستفيدو برنامج المساعدات الصحية.
6. مستفيدو برنامج شؤون المساكن.

## وصلات خارجية
- موقع جمعية مضر الخيرية الرسمي
- جمعية مضر الخيرية على موقع الخير الشامل.
- قائمة مؤسسي جمعية مضر الخيرية.
- نشرة جمعية مضر الخيرية، العدد 29.